# Camporredondo (Jaén)
Camporredondo es una localidad y pedanía del municipio de Chiclana de Segura, en la provincia de Jaén, perteneciente a la comunidad autónoma de Andalucía. La principal riqueza económica es el aceite de oliva, pues la aldea se encuentra rodeada de grandes extensiones de olivar, la mayoría constituyendo pequeños latifundios. En el centro del núcleo urbano se encuentra la Sociedad Cooperativa Andaluza de San Pablo, Y también en las antiguas escuelas se ubica la oficina de la Comunidad de Regantes del Guadalmena, que gestiona la zona de riego dentro de varios términos municipales además del propio de Chiclana, puesto que gran parte del olivar está incluida en la zona de riego.
Junto a la aldea pasa el arroyo de Gutarrajas que desagua en el río Guadalimar, desde su confluencia con el río hasta el puente Mocho, se han encontrado algunos vestigios de la época del paleolítico inferior y medio, y junto al llamado Montón de Tierra, restos de la Edad del Bronce, cultura del Argar e incluso ibera, concentrándose algunos restos de gran valor arqueológico siendo antaño paso al Santuario Ibérico de Castellar, cercano a la pedanía, incluido en la Oretania. 
Por Camporredondo pasa un ramal de la vía Augusta, que se desvía a la altura de Castellar, pasando también por El Campillo, se trata de una vía argárica que unía Cástulo con Cartago Nova, restaurada en época romana, que se utilizaba para sacar minerales de Sierra Morena al mar Mediterráneo, cruzando por el puente Mocho, y que actualmente se usa para la trashumancia de ganado desde Sierra de Segura a Sierra Morena y viceversa, y para acceder a las fincas de olivar a su paso. En marzo de 2006 se pasa al deslinde de la vía por parte de la Junta de Andalucía, a la llamada Vereda de Camporredondo.
Entre sus principales monumentos destaca la Parroquia de San Pablo y el Dispensario, actualmente en ruinas este último. Las fiestas más importantes son las que se celebran el primer fin de semana de mayo en honor a la patrona, la virgen de Nazaret y las del 29 de junio coincidiendo con San Pablo, patrón de Camporrendondo.         

## Geografía

### Situación
Camporredondo se encuentra entre Beas de Segura y Sorihuela de Guadalimar.
| Noroeste: Chiclana de Segura                         | Norte: Chiclana de Segura     | Noreste: Arroyo del Ojanco |
| Oeste: Chiclana de Segura y Sorihuela del Guadalimar |                               | Este: Beas de Segura       |
| Suroeste Sorihuela del Guadalimar                    | Sur: Villanueva del Arzobispo | Sureste: Beas de Segura    |

## Historia
Prehistoria
Hay diferentes asentamientos: íberos, romanos y árabes, como la cista funeraria en la necrópolis de Camporredondo, el Dolmen funerario que también se conservan sepulturas y demás.
Edad Media
Era lugar estratégico por estar en el cruce de caminos, siendo paso obligado para las huestes de Fernando III el Santo, en la reconquista de Sorihuela, Chiclana y Beas, después de la ocupación de Castellar y Santisteban, en el primer tercio del siglo XIII.
Con la concesión de Enrique IV a Diego Sánchez de Benavides en 1473 del Condado a la Casa de Benavides, empieza una relativa estabilidad, que años más tarde con la reconquista de Granada en 1492, da paso a un siglo XVI de cierta calma para que se afinquen nuevas familias y se creen algunas cortijadas dispersas por la zona, así como concentrarse un reducido núcleo urbano alrededor de lo que era la antigua posada, que aún subsiste. 
Edad Moderna

## Ayuntamiento
La aldea pertenece al Ayuntamiento de Chiclana de Segura.

## Demografía
A finales del siglo XVII había agrupadas en 12 casas unos 80 habitantes. En el año 1955 tiene su cota máxima de habitantes con 552 h. Las familias primeras que empiezan a instalarse son: Olivares, Lietor, Gallegos, Ardoy, Galindo, Paredes, Rodríguez, Párragas, Martínez, entre otros.

## Monumentos
En 1930 se edificó el Dispensario, actualmente en ruinas, antiguo hospital antipalúdico y la malaria producida por la picadura del mosquito Anopheles. Dicho Dispensario estuvo funcionando hasta los años 70 del siglo XX. Se le llegó a llamar Resurrección Provincial de la aldea de Camporredondo.
- Parroquia de San Pablo, de la Diócesis de Jaén y al Arciprestazgo del Condado - Las Villas.[2]

- Puerta de Marisol, (gran centro de reunión).

- El Rulo. (antiguo puesto de vigilancia del pueblo).

- El Caño (gran fuente, con nueva iluminación, con larga historia en el pueblo).

- El Corpus Christi (fiesta donde se decoran las calle con las paradas).

## Cultura

### Fiestas
- El primer fin de semana de mayo, se celebra la Romería en honor a la Santísima Virgen de Nazaret, patrona de la aldea, y se va en romería al Cortijo de la Virgen. Cuando retorna a la iglesia, comienza la Subasta de los Estandales, tanto de la Virgen como del Niño.

- En junio se celebran las fiestas en honor a San Pablo, que es el patrón.

- Coincidiendo con el tercer fin de semana de agosto se celebran unas Fiestas que cada año se van convirtiendo en tradicionales, se tratan de las Fiestas de la Virgen de Nazaret de los niños. Se tratan de 5 días en los cuáles mayores y sobre todo niños, disfrutan de un gran ambiente de actividades tanto para pequeños como mayores.

### Gastronomía
- En Semana Santa es tradición comer entre otras comidas, Panecillos Dulces, Borrachuelos, Roscos de sartén, Florecillas, Pestiños etc.

- Muchas de las familias hacen matanza en invierno.

- En Navidad los niños piden el aguinaldo por las casas.

- La Botijuela: Es la fiesta que hacen las cuadrillas al terminar la recolección de la aceituna, viene a ser el remate de la campaña.

### Turismo
Camporredondo es una aldea tranquila donde se puede desconectar de todo el estrés, pasear por el campo a pie o en bicicleta, correr y respirar el aire puro, también tiene el privilegio de estar a caballo entre el Parque natural de las Sierras de Cazorla, Segura y Las Villas y Sierra Morena. Definitivamente la Naturaleza en todos los sentidos.